# Sim City
『Sim City』（シムシティ）は、日本のシンガーソングライター平沢進の5枚目のアルバム。「BANGKOK録音3部作」1作目。1995年8月2日にポリドールより発売された。2014年にはユニバーサルミュージックジャパンより最新デジタル・リマスターされたSHM-CD版が発売された。

## 概要
当初はタイに関係するアルバムではなく、前作「オーロラ」の続編として、90年代版ピンク・フロイドの「The Dark Side of the Moon」を作る予定だった。「月の裏側」をテーマとしておりその時に「月の影」「Caravan」が作られた。
1994年に平沢はタイ王国の文化や国民性に興味・関心を示し、このアルバムはその影響を受けて作られた。それは現在の作風にも受け継がれている。後に俗称される「BANGKOK録音3部作」の一作目であり、タイからSP-2（サーオプラペーッソーン（タイ語:สาวประเภทสอง）」、第二の女性）と呼ばれる性別適合手術をした女性がコーラスとして参加している。約10年後に作られたSP-2を追悼するアルバム「SWITCHED-ON LOTUS」でもこのアルバムの殆どがリメイクされている。
本作を最後に平沢はポリドールを離脱し、日本コロムビアにレーベルを移籍する。
ちなみに、今作と名前が同じゲームはプレイしたことがあると言う。
今敏のアニメーション映画「パーフェクトブルー」のコンセプトである「現実と虚構」は、今が平沢進のアルバム「Sim City」を聴いたことからインスピレーションを得たとしている。今は「このアルバムは、何の進化の過程もなしに、突然高度な現代性を持って生み出された都市のようなものです。私はこのアルバムに影響を受け、私に大きなインスピレーションを与えてくれました。」と語っている。

## 収録曲
1. Recall
2017年発売のビデオゲーム「RUINER (ビデオゲーム)（英語版）」にBGMとして採用されている。
2. Archetype Engine
後にSWITCHED-ON LOTUSでセルフカバーされる。
2017年にはライブ「第９曼荼羅」で演奏され、第9曼荼羅大阪公演メモリアル・パッケージカードには「Archetype Engine 2017 大阪 ver.」として、第9曼荼羅東京公演メモリアル・パッケージカードには「[e]dge#9 / Archetype Engine 2017 東京 ver.」として収録された。
3. Lotus
ハスをテーマにした曲。映画「千年女優」はこの曲にインスパイアされており、テーマ曲「ロタティオン（LOTUS-2）」（賢者のプロペラ収録）はこの曲を基に制作された。
後にSWITCHED-ON LOTUSでセルフカバーされる。
4. Kingdom
後にSWITCHED-ON LOTUSでセルフカバーされる。
5. Echoes(CHARAN SANITWONG24)
この曲と環太平洋擬装網はバンコクで制作された。
P-MODELの同名の曲(ANOTHER GAME収録)とは別物。ただしどちらの曲もピンク・フロイドのオマージュである。
ベルセルクサウンドトラック収録の『Gats』はこの曲を基にして制作された。
6. Sim City
後にSOLAR RAYでSim City2としてセルフカバーされる。
2013年のライブ「ノモノスとイミューム」で新バージョンが演奏され、導入のマジックに短縮版の音源が収録されている。
7. 月の影 - Dark Side of the Moon
8. 環太平洋擬装網 - Pacific Rim Imitation Network
後に変弦自在でセルフカバーされる。このとき平沢はタイトルを「環太平洋偽装網」と誤記していた。
9. Colony
10. Caravan
2020年の無観客ライブ「会然TREK2K20▼04 GHOST VENUE」で演奏され、メモリアル・パッケージカードには「CARAVAN (会然TREK GHOST VENUE ver.)」として収録された。
11. Prologue

## 参加ミュージシャン
- 平沢進 - ボーカル、ギター、シンセサイザー
- Miss.N(タイのSP-2) - 歌詞/話法、ジャケット(「Recall」、「Prologue」)